# Resguardo indígena Kankuamo
El resguardo indígena Kankuamo es un territorio perteneciente a la etnia kankuama ubicado en el norte del municipio de Valledupar, Colombia.
Se creó mediante la resolución 12 del 23 de abril de 2003 del INCORA.
Comprende los territorios de las 12 comunidades que lo integran Guatapurí, Chemesquemena, Las Flores, Murillo, Los Haticos, Río Seco, Pontón, La Mina, Rancho de la Golla, Ramalito y su capital Atánquez con más de 17.000 habitantes.

## Economía
La economía del resguardo puede considerarse de autosubsistencia, con falencias ostensibles en un amplio sector de los productores por causas expresas en: la falta de tierras para la producción, debilitamiento de las técnicas propias de producción, pérdida de suelos, conflicto armado.
La producción agrícola en el resguardo genera muy escasos exceden tes, que se venden en el mercado de Valledupar. Sobre la base del debilitamiento de la producción por causas atribuibles al conflicto armado (1995-2004), surge el problema de dependencia de Valledupar para el abastecimiento de productos como plátano, guineo, yuca, etc.

## Salud
Los procesos de prestación de servicios de salud en el resguardo Kankuamo se llevan a cabo desde varios espacios institucionales. Uno está representado por la intervención institucional de organismos e instituciones de salud del nivel municipal, departamental y nacional. En este orden coexisten los distintos regímenes de atención: subsidiado, vinculado y contributivo. Estos servicios se prestan con infraestructura precaria y deficiente, y la problemática mayor reside en la poca permanencia del personal médico y paramédico en los centros de Salud, lo cual obliga la movilidad de los enfermos a Valledupar, sin ambulancia y en mayores condiciones de riesgo. Los centros de salud del Resguardo son manejados por el hospital Eduardo Arredondo.
La medicina propia juega un papel importante en la salud del pueblo kankuamo. Esta práctica tradicional se ejerce sin ninguna participación institucional. En el resguardo Kankuamo existen más de cincuenta médicos tradicionales: conocedores de plantas medicinales, sobanderos, rezanderos, parteras, etc.
Con la decisión de la Organización Indígena Kankuama de constituir una institución prestadora de servicios KANKUAMA, se ha mejorado la prestación de este servicio a través de la implementación de un modelo intercultural de atención en salud, capaz de armonizar las distintas visiones de la medicina.

## Lengua
El largo proceso de colonización sobre el territorio Kankuamo trajo consigo el debilitamiento de la integridad étnica del pueblo indígena Kankuamo, y por consiguiente la pérdida de valores culturales fundamentales como la lengua propia. En este sentido, en el marco del proceso de recuperación cultural iniciado por la Organización Indígena Kankuama desde 1993, el rescate y la recuperación de la Lengua Propia ha sido de grande interés.
En principio ya se han adelantado labores de rescate mediante la identificación de las fuentes de información. De la misma manera se han identificado esfuerzos y resultados individuales de miembros del pueblo kankuamo que particularmente han trabajado en la recuperación.
La lengua propia kankuama (denominada como kakachu- kua, o kakatutukua, o atankes,) no cuenta con hablantes en el pueblo kankuamo. Solo se mantienen algunos términos insertados y compartidos en el habla, que tienen que ver con nombres de sitios, árboles, animales, etc.

## Artesanías
La elaboración de productos artesanales con base en el fique ha sido una actividad propia de las mujeres indígenas Kankuamas, y hace parte de la riqueza cultural del pueblo Kankuamo. Tejer es una labor del pensamiento que se plasma en puntadas y colores. Cada puntada, cada diseño que se realiza en la mochila kankuama expresan múltiples niveles de pensamiento que recorren los distintos momentos del proceso de elaboración.
En el proceso de fortalecimiento de la identidad cultural del pueblo Kankuamo, la Organización Indígena Kankuama ha impulsado el rescate y el mejoramiento de la actividad artesanal, conformando el Centro de Artesanías Kankuamas Chimbuchique. Alrededor de este centro se agrupan más de 300 artesanas de la etnia, quienes diseñan, elaboran y comercializan productos artesanales en fibra de fique. Esta actividad ha representado una alternativa importante en la generación de ingresos a las familias Kankuamas.

## Comidas propias
Entre las comidas tradicionales del pueblo kankuamo se mantiene un importante número de preparaciones. Las comidas tradicionales están asociadas a la disponibilidad de las cosechas. Algunas preparaciones a partir del maíz se mantienen, por la facilidad de almacenamiento o por lo generalizado de este producto.
Entre las comidas propias se puede citar:
- Sancocho de guandú con carne seca o pescado seco.
- Viuda de pescado.
- Sancocho de marcuio (Frijol cimarrón)
- Sancocho de cambalacho (Frijol amarillo)
- Viranga (agua de panela hervida con jengibre)
- Yunkuro, yonkuro, (maíz cocido) en grano
- Bollo de yuca con frijol rojo o negro
- Guaimaro cocido con sal o en dulce
- Bollo de maduro.
- Guandú de dulce.
- Iguana ahumada guisada, sancocho.
- Perico cocido sin sal
- Cunche (bastimento cocido)